# Hütting (Adelsgeschlecht)

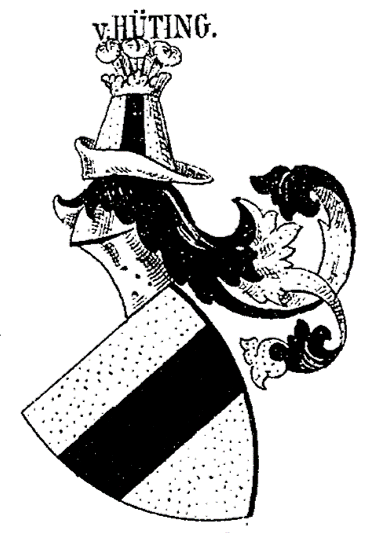
Wappen derer von Hütting (Hüting) in Siebmachers Wappenbuch

Hütting (auch Hüting) ist der Name eines erloschenen bayerischen Adelsgeschlechts.

## Herkunft
Der Stammsitz der Herren von Hütting war die Burg Hütting über Hütting bei Rennertshofen. Sie befindet sich auf einem Felsen über dem Wellheimer Trockental in der südlichen Frankenalb. Heute existieren nur noch Ruinen.
Die Burg wurde 1060 erbaut und erstmals 1256 in einer Urkunde von Graf Berthold II. von Lechsgemünd erwähnt. Die Grafen von Lechsgemünd und später Lechsgemünd-Graisbach übertrugen die Verwaltung an einen Ministerialen, dessen Nachkommen sich fortan Herren von Hütting nannten. 1342 fiel der gesamte Besitz der Graisbacher und damit auch die Burg Hütting an die Wittelsbacher.
Ab dieser Zeit verlegten die Hüttinger ihren Wohnsitz ins nahe Ammerfeld, das sie 1366 mitsamt dem Weiler und Gericht Natterholz erwarben. Auch in Dollnstein besaßen sie einen Wohnsitz.
1550 erlosch das Geschlecht mit Thomas von Hütting.

## Namensträger
- Hermann von Hütting (1243 ff.), der erste gesicherte Vertreter des Geschlechts, Probst des Klosters Rebdorf in Eichstätt
- Johann Hüttinger (ab 1303)
- Berchtold Hüttinger, danach
- Sophie von Hüttingen, 1334–1356 Äbtissin des Klosters Sankt Walburg in Eichstätt
- Thomas der Hüttinger († 1550)

## Wappen
Blasonierung: In Gold ein schwarzer Balken. Auf dem Helm mit schwarz-goldenen Decken ein silbern aufgeschlagener gekrönter Spitzhut von Gold-Schwarz-Gold gespalten; aus der Krone drei Straußenfedern.